# L’archipel
L’archipel egy épülő irodai felhőkarcoló a La Défense üzleti negyedben található, Párizs közelében, Franciaországban (pontosan Nanterre-ben). A 2021 tavaszára tervezett torony 106 méter magas lesz.
A Vinci vállalat globális központjának ad otthont.